# Rzeźba Matki Boskiej Niepokalanie Poczętej w Raszynie

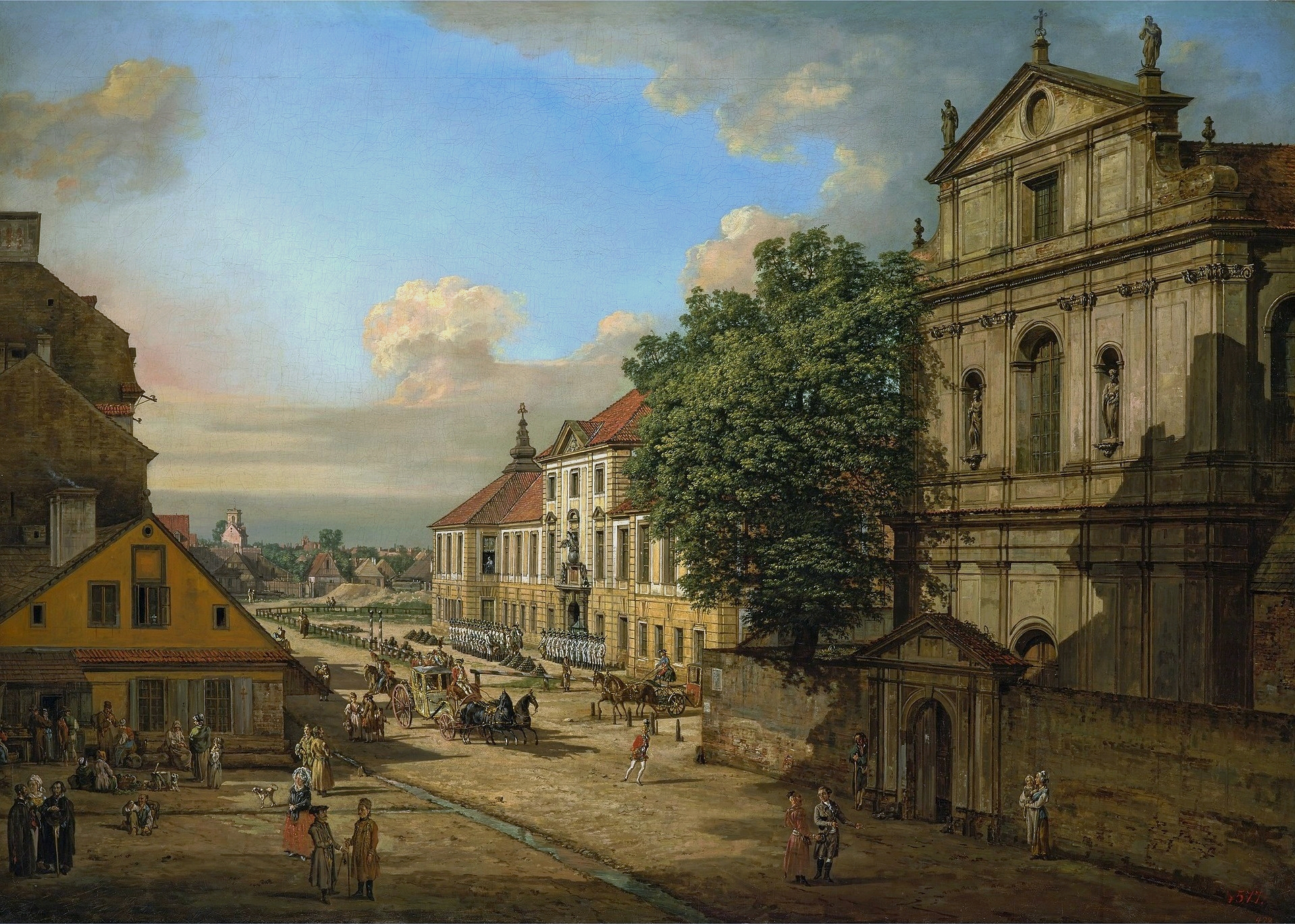
Nieistniejący kościół pw. Świętej Trójcy ss. brygidek w Warszawie z figurami szczytowymi Bóg Ojciec – po lewej, Matka Boska Niepokalanie Poczęta (Immaculata) – po prawej, Bernardo Bellotto zwany Canaletto – Kościół Brygidek i Arsenał w Warszawie, 1778

Rzeźba Matki Boskiej Niepokalanie Poczętej w Raszynie – barokowa figura Matki Boskiej w typie Immaculata, pierwotnie znajdująca się na szczycie fasady warszawskiego kościoła brygidek od około 1692 r., a współcześnie od 1828 na mogile poległych z 1809 i 1915 na Reducie Raszyńskiej, przy Alei Krakowskiej 6 w pobliżu skrzyżowania z ulicą Sportową, na polu bitwy pod Raszynem, jako pomnik bitwy pod Raszynem (1809).
Napis na tablicy pamiątkowej na cokole pomnika
 (oryginalna pisownia z 1828 r.):
| Matko Boga co darem trwałych łask przez wieki Dowodzisz nad Koroną Polską Swey opieki Gromiąc wrogów Jey Kraju wyiednay u Syna Wieczny pokóy poległym na niwach Raszyna w Raszynie d: 20 czerwca 1828 X A Z P R |

Data na tablicy pamiątkowej prawdopodobnie przyczyniła się do błędnego datowania powstania rzeźby na 1828. 

## Historia
Rzeźba pochodzi z warsztatu Stephana Schwanera, czynnego w latach 1682–1692 przy pałacu króla Jana III Sobieskiego w Wilanowie, który był autorem dekoracji rzeźbiarskich pałacu w Wilanowie. Twórcą rzeźby był nieustalony współpracownik Schwanera. Postać Marii ma fryzurę all’antica z kokiem z tyłu i pasemkiem opadającym na jedno z ramion, ma analogie w postaciach bogiń rzymskich:  Junony/Iris, Wenus, Diany i Flory z attyki ryzalitu północnego Pałacu w Wilanowie, dzieł Stephana Schwanera. Niekiedy figura jest błędnie datowana na XIX wiek lub określana jako „o charakterze barokowym, 1828”. Początkowo była umieszczona po prawej stronie szczytu fasady ówczesnego kościoła Świętej Trójcy ss. brygidek przy ul. Długiej (róg Nalewek) w Warszawie. Symetrycznie, po lewej stronie szczytu znajdowała się figura Boga Ojca. W 1807 klasztor brygidek został zlikwidowany, a budynek przeznaczony na koszary. W latach 1817–1824 kościół został zamieniony na warsztaty artylerii i przebudowany w stylu klasycystycznym. Barokowe figury z fasady w 1818 zostały zdjęte. W 1828, w 19. rocznicę bitwy pod Raszynem, ks. Antoni Zieleniewski, proboszcz parafii św. Szczepana w Raszynie, ufundował dwa murowane cokoły na symbolicznych miejscach bitwy, tj. grobli falenckiej (raszyńskiej) oraz mogile żołnierzy polskich przy stanowisku dowodzenia księcia Józefa Poniatowskiego i głównej działobitni dalekiego zasięgu na północnym skraju wsi (późniejszym zbiegu alei Krakowskiej i ulicy Sportowej) wraz z piaskowcową tablicę pamiątkową. Na cokołach tych ustawiono pobrygidkowskie statuy.
Proporcje pobrygidkowskich figur opisywane są jako przysadziste i wskazujące na celową deformację, co jest tłumaczone pierwotną ekspozycją na dużej wysokości i dostosowaniem kształtów do obserwacji przez widza stojącego przed świątynią, a więc pod bardzo dużym kątem. Figura posiada na plecach ślad po żelaznych uchach służących do osadzenia prętów mocujących na szczycie kościoła.
Rzeźba jest jednym z nielicznych reliktów barokowego, klasztornego kościoła w Warszawie, przez co jest zaliczana do cenniejszych zabytków na Mazowszu.

Figura Matki Boskiej Immaculaty obecnie w Raszynie i inne prace Stephana Schwanera
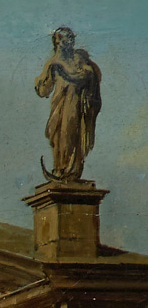
Figura Matki Boskiej, obecnie w Raszynie; Bernardo Bellotto zwany Canaletto, Kościół i klasztor Brygidek w Warszawie 1778 – fragment obrazu
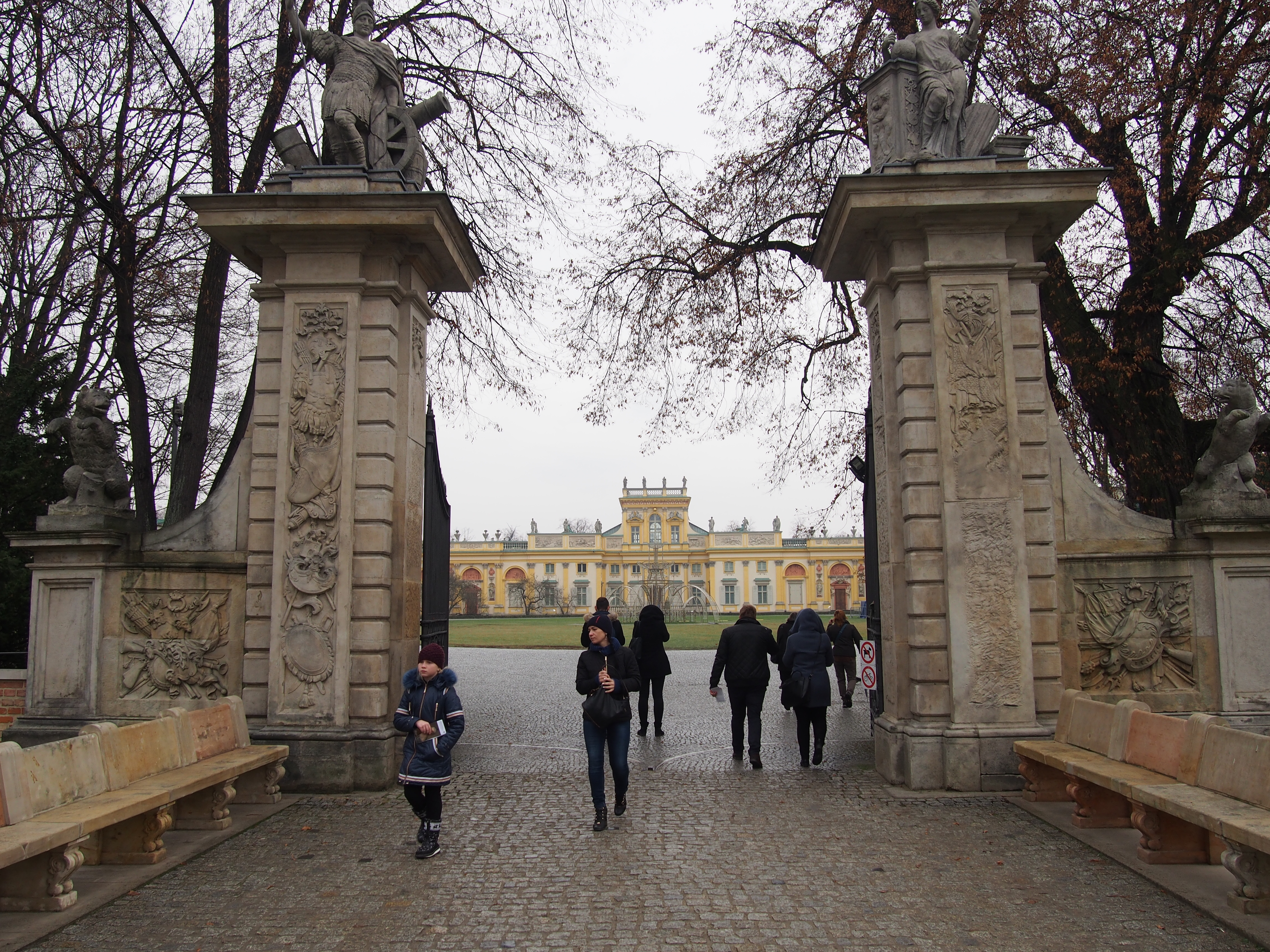
Stephan Schwaner, Pałac w Wilanowe, brama wejściowa z rzeźbami Marsa odpoczywającego i Wenus/Pokoju triumfującego/Pokoju/Siły/Wiedzy/Wenus-Uranii, na dalszym planie pałac z rzeźbami i płaskorzeźbami pochodzącymi z jego warsztatu, ok. 1692

## Literatura
- Michał Wardzyński. O dwóch posągach z warszawskiego kościoła brygidek w Raszynie. „Stolica”, s. 39-41, 9 / 2017. [dostęp 2022-05-07]. (pol.).
- E. Żyłko: Katalog Zabytków Sztuki w Polsce. D. Kaczmarzyk. T. X: WOJ. WARSZAWSKIE. Cz. 14: Zesz. 14. Pow. piaseczyński. Warszawa: Instytut Sztuki PAN, 1962, s. 30. (pol.).
- Michał Wardzyński: Polski Słownik Biograficzny. T. XLIX/3. Cz. hasło: Szwaner (Schwaner), zapewne Stefan (Stephan) (2. poł. XVII w.), rzeźbiarz,: Zesz. 202. Warszawa-Kraków: Instytut Historii PAN, 2014, s. 431-433. (pol.).
- Gmina Raszyn Zabytki. raszyn.pl. [dostęp 2025-03-08]. Cytat: Figurka Matki Bożej Niepokalanie Poczętej – Figurka w stylu barokowym z tablicą inskrypcyjną na cokole postawiona w dwudziestą rocznicę bitwy dla upamiętnienia poległych. (pol.).